# Salvatore Lima
Salvatore Lima, även Salvo Lima, född 23 januari 1928 i Palermo, död 12 mars 1992 i Palermo, var en italiensk kristdemokratisk politiker. Han var ledamot av Italiens deputeradekammare och senare Italienska parlamentet. År 1979 invaldes Lima i Europaparlamentet.
Den 12 mars 1992 sköts Lima ihjäl i Palermo. Orsaken anses vara att han inte lyckades förhindra bekräftandet av domarna i Maxirättegången, en omfattande rättegång mot mafiosi. Senare samma år mördades även domarna Giovanni Falcone och Paolo Borsellino, vilket ytterligare spädde på allmänhetens avsky för maffian.